# 2-й Миссисипский пехотный полк
2-й Миссисипский пехотный полк (англ. 2nd Mississippi Infantry Regiment), — один из пехотных полков армии Конфедерации во время Гражданской войны в США. Полк был набран в Коринфее и прошёл все сражения на востоке от первого сражения при Булл-Ран до капитуляции при Аппоматтоксе. Полк, в частности, участвовал в атаке Пикетта в ходе сражения при Геттисберге.

## Формирование
10 мая 1861 года 2-й Миссисипский был принят в армию Конфедерации сроком на 1 год. Процедура принятия прошла в лагере Кэмп-Уокер в Линчберге в 12:00.
Рота К (Iuka Rifles) была набрана в Йуке и её возглавил Джон Стоун, впоследствии дважды губернатор штата Миссисипи.
Капитан Уильям Фолкнер, прапрадед писателя Уильяма Фолкнера, был избран полковником. Подполковником был избран Бартли Барри Бун, майором — Дэвид Хэмфрис.

## Боевой путь
17 мая в 06:00 полк был отправлен по железной дороге в Харперс-Ферри через Шарлоттсвилл, Манассас и Страстберг. В Страстберге 18 мая к полку присоединился 11-й Миссисипский полк. 20 мая полк отправился из Винчестера в Харперс-Ферри. С 21 мая полк стоял на Боливарских высотах, а 15 июня отступил в Чарльстаун. 17 июня полк прибыл в Кэмп-Дефианс под Винчестером. В тот же день полк был сведён с другими полками в бригаду, которою временно возглавил полковник Фолкнер. 19 июня полк переместился на гору Эппл-Пай, где командование бригадой принял Бернард Би, а Фолкнер вернулся к командованию полком. 28—29 июня полк был переброшен обратно к Харперс-Ферри, где участвовал в нападении на железную дорогу Балтимор-Огайо.
В 13:00 17 июля приказом по армии Шенандоа полк был направлен к Манассасу. Вечером 18 июня полк перешёл реку Шенандоа и утром следующего дня прибыл на станцию Пидмонт. 20 июня в 02:00 полк был отправлен по железной дороге к Манассасу вместе с генералом Бернардом Би и генералом Джонстоном. В 09:30 полк прибыл в лагерь Кэмп-Пикенс у Манассаса.
Когда началось Первое сражение при Булл-Ран, первым принял бой на холме Мэтьюз 4-й Южнокаролинский полк бригады Эванса, а чуть позже генерал Би отправил ему на помощь 4-й Алабамский полк, который встал справа. После этого Би решил ввести в бой остальные полки, и отправил 2-й Миссисипский на холм Мэтьюз. Полк встал между 6-м и 4-м. Когда противник начал обходить фланги южан, 2-й Миссисипский стал отходить со всеми полками к холму Генри. Там офицеры навели в полку относительный порядок и отправили его на прикрытие левого фланга бригады Джексона.
…
Вечером 21 июля полк вернулся в Кэмп-Уокер около Манассаса.
25 сентября полк был введён в бригаду генерала Уайтинга. Он провёл зиму в Дамфрисе; 31 января 1862 года подполковник Бун подал в отставку из-за плохого здоровья. 8 марта полк был направлен в Фредериксберг, а оттуда 21 апреля в Йорктаун, где его рядовые были перезаписаны на новые сроки службы, а офицеры были переизбраны. Капитан Джон Стоун стал полковником, Дэвид Хэмфрис стал подполковником, а Джон Блэр майором. 31 мая полк участвовал в сражении при Севен-Пайнс, но не был активно задействован и не понёс ощутимых потерь.
В июне бригада Уайтинга была направлена на усиление Томаса Джексона в долине Шенандоа и её временно возглавил Эвандер Лоу. В конце месяца бригада вернулась к Ричмонду, где начиналась Семидневная битва, но полк не успел принять участия в сражении при Бивердем-Крик. 27 июня началось сражение при Гейнс-Милл; полк наступал в составе дивизии Уайтинга, которая прорвала оборону противника и захватила 14 орудий. Полк в этом бою потерял 21 человека убитым и 79 ранеными.